# Hemiodus quadrimaculatus
Hemiodus quadrimaculatus is een straalvinnige vissensoort uit de familie van de penseelvissen (Hemiodontidae). De wetenschappelijke naam van de soort werd voor het eerst geldig gepubliceerd in 1909 door Jacques Pellegrin.